# Момо (футболіст)
Херонімо Фігероа Кабрера (ісп. Jerónimo Figueroa Cabrera, відоміший як Момо, ісп. Momo; 15 липня 1982, Лас-Пальмас-де-Гран-Канарія) — іспанський футболіст, півзахисник.

## Життєпис
Момо — вихованець клубу «Лас-Пальмас». У 2001—2003 роках виступав за «Лас-Пальмас Атлетіко», резервну команду клубу. 2 лютого 2003 року дебютував у Сегунді в гостьовому матчі «Лас-Пальмаса» проти «Ельче», вийшовши на заміну на 82-й хвилині. У наступному сезоні Момо регулярно з'являвся в стартовому складі канарців, забивши за турнір 3 м'ячі. Вперше в рамках Сегунди він забив 31 січня 2004 року в домашньому поєдинку з тим самим «Ельче». По завершенні турніру «Лас-Пальмас», що мав фінансові проблеми, опинився у зоні вильоту і покинув Сегунду. Момо ж підписав контракт з клубом «Депортіво» з Ла-Коруньї, але його віддали в оренду іншій команді Прімери «Альбасете».
У першому ж турі Прімери 2004/05 Момо дебютував в елітному дивізіоні, вийшовши на 57-й хвилині на заміну у гостьовій грі проти «Севільї». А перший свій гол у Прімері він забив 28 листопада 2004 року, коли на 47-й хвилині збільшив перевагу «Альбасете» в рахунку в переможному (2:0) гостьовому матчі з «Малагою». За підсумками сезону «Альбасете» посів останнє місце в Прімері й вилетів, а Момо повернувся до «Депортіво». 9 липня 2005 року відбувся дебют Момо єврокубках, коли він вийшов на заміну на 67-й хвилині гостьовій зустрічі з подгорицькою «Будучністю» в другому раунді Кубка Інтертото 2005. Проте в «Депортіво» Момо вкрай рідко з'являвся на полі, а в стартовому складі вийшов лише одного разу і в останньому турі чемпіонату 2005/06. Сезон 2006/07 Момо провів на правах оренди в сантандерському «Расінгу», також вкрай рідко з'являючись на полі в матчах Прімери.
У сезоні 2007/08 Момо потрапив, також на правах оренди, до клубу Сегунди «Хереса». У цій команді він протягом сезону регулярно з'являвся на полі, а «Херес» посів 15-те місце в підсумковій таблиці. Наступний сезон став історичним для «Хереса» і найкращим у кар'єрі Момо. Андалусійська команда вперше у своїй історії завоювала право виступати в Прімері, а Момо з 17-ма м'ячами став найкращим її бомбардиром в тому чемпіонаті. Права на футболіста до того часу належали вже «Хересу». За «Херес» у Прімері 2009/10 Момо провів 26 матчів та забив 2 голи (усі у ворота «Малаги» в гостьовій перемозі з рахунком 4:2).
Наступні півтора року Момо провів у «Бетісі», який з ним домігся повернення до Прімери. В елітному дивізіоні за «Бетіс» Момо провів на полі трохи більш як 20 хвилин і на початку 2012 року повернувся до рідного «Лас-Пальмаса», що виступав у той час в Сегунді. У Сегунді з «Лас-Пальмасом» Момо провів наступні 3 з гаком роки, регулярно з'являючись у стартовому складі і забиваючи до 7-ми м'ячів за сезон. За підсумками чемпіонату 2014/15 «Лас-Пальмас» з Момо повернувся до Прімери.